# 黃媽典

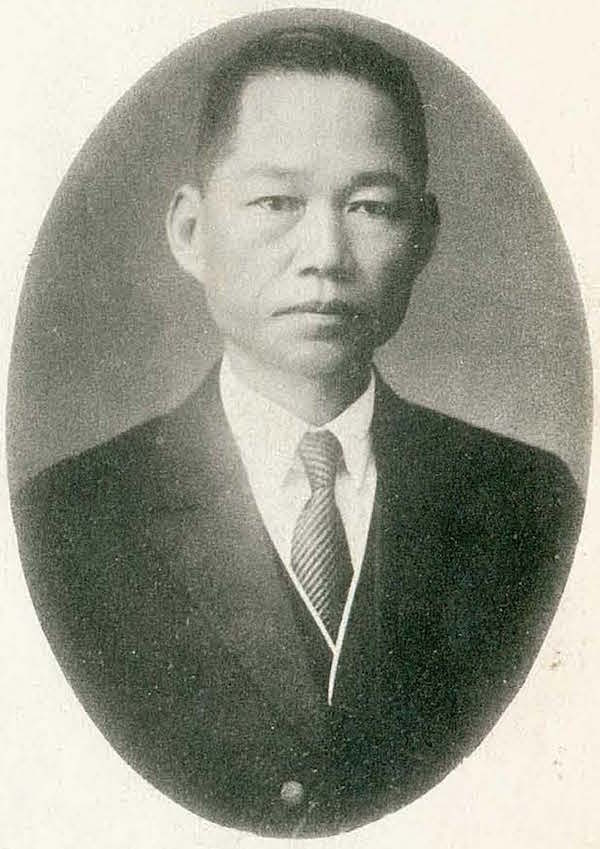
黃媽典

黃媽典（1893年5月5日—1947年4月24日），臺灣嘉義朴子人，是醫生、企業家、政治人物，二二八事件時遭國民政府捕殺。

## 生平
1893年5月5日，生於福建臺灣省臺南府嘉義縣。幼時就讀於樸仔腳公學校（今朴子國小），畢業後前往臺北就讀於臺灣總督府醫學校（後臺北帝國大學醫學專門部，現在國立臺灣大學醫學院醫學系）。他於1913年畢業，成為醫學得業士，並在該年4月擔任嘉義廳囑託，以警察醫身分負責防疫業務，之後還兼任檢查員，不久後就升為檢疫委員。
1914年4月黃媽典在朴子開設德壽堂病院（德壽醫院）。開業以後，因為醫術高明且經常免費給窮人醫治，深受當地居民愛戴，暱稱「媽典仔」。朴子發生鼠疫時，黃媽典亦積極協助阻止疫情蔓延。1920年臺灣行政區劃改行州制，朴子一帶劃分為臺南州東石郡朴子街，而黃媽典被執政當局舉薦為首任街長。擔任街長期間，因為朴子的水源問題，1932年在鄉紳鄭氆、醫師黃啓南等人倡議下，黃媽典向當局爭取水道建設。而後朴子水道在1935年竣工，由朴子街役場直營。此外黃媽典還規劃了新吉庄聚落的遷村計畫，因為原址有溪水氾濫問題，而將聚落從朴子溪北遷到朴子溪南。1936年起還擔任多年的臺灣總督府評議會員和其他公職。
黃同時是興辦多項實業的企業家，是現在嘉義客運其中一位創辦人和最早的專業經理人（東石自動車株式會社創辦人兼社長，1942年各自動車株式會社合併成立嘉義乘合自動車株式會社，擔任社長，社長就是董事總經理）。
1945年戰後，嘉義乘合自動車株式會社改為嘉義汽車客運股份有限公司，黃擔任董事長兼總經理。
1946年3月，黃媽典當選縣民直選的台南縣參議員（終戰初期朴子屬台南縣），被商界推舉為台南縣商會理事長（當時台南縣等同於日本時代的台南州，涵蓋今天的雲嘉南），以台南縣商會理事長身分當選（台灣）省商會聯合會理事長。1946年，當選台南縣參議員。
1947年二二八事件爆發後，黃媽典被當局指控「台南縣暴亂首要份子」而遭到逮捕與刑求，於4月24日在新營鎮遭到槍決。長官公署機關報《台灣新生報》稱：「臺南縣暴亂首要份子黃媽典，指使暴徒劫掠警察所武器，又以自衞隊名義參加嘉義暴動，同時公然發表背叛言論，意圖傾覆政府。近經治安當局判處死刑，於4月22日午在新營執行槍決，至私藏短槍一枝，軍刀兩把，子彈十餘發，亦經沒收。」
黄崑濱（即《無米樂》主角崑濱伯，當年18歲）說，當時家中種植小麥銷售到新營一家麵粉廠，一天騎腳踏車到新營領取貨款，被騷動人群吸引，擠到前頭去看，發現身形弱小的黃媽典身上被繩索綑綁著，後背插著名牌，繩子繫綁在吉普車上，踉蹌前行，後來黃媽典體力不濟倒地任由拖行，慘狀令人不忍卒睹。崑濱伯別過頭去，牽著腳踏車趕緊離開新營街道，騎回後壁菁寮家中，後來才聽說黃媽典最終遭槍決在圓環之上。
二二八事件時同樣被國民政府捕殺的朴子知名人士還有朴子鎮副鎮長張榮宗。

## 後代
- 長男：黃清江（1917年7月－1994年2月），日本大學文法學部法科卒業，法學士，1946年與黃如臨同當選鎮民直選的台南縣朴子鎮副鎮長，任期到1948年，自1950年嘉義縣設置起當選多屆縣民直選的嘉義縣議員，1958年當選全體議員互選的嘉義縣議會副議長，副議長任期到1961年，妻黃陳秀美。
- 長女：黃雪
- 次男：黃清淮
- 三女：黃喜燕

## 外部連結
- 總督府評議會員 朴子街長 黄媽典[永久]